# ハウジングインテリアカレッジ
ハウジングインテリアカレッジは広島県広島市にあり、株式会社住宅デザイン研究所が運営するインテリアコーディネーターや二級建築士の養成講座を開校しているスクールである。
設立は1983年で、インテリアコーディネーターの資格が始まった当初から存在する学校である。
資格講座はインテリアコーディネーター講座と二級建築士講座があり、どちらも通学と通信のコースがある。
その他には暮らしに関する様々な講座、時短家事コーディネーターや整理収納アドバイザーなどの講座を開校している。

## 所在地
広島県広島市中区大手町2-5-11

## 資格講座
- インテリアコーディネーター講座【通学】・【通信】
- 二級建築士講座【通学】・【通信】
- 時短家事コーディネーター講座【通学】
- 整理収納アドバイザー【通学】